# Shades of God
«Shades of God» (укр. Тіні Богу) — третій студійний альбом британського метал-гурту Paradise Lost, випущений 14 липня 1992 року лейблом Music for Nations. Він зберігає важку інструментальну частину та ричащий вокал, характерні для попередніх дез-думових проєктів гурту, а також показує початок переходу гурту до більш мелодійного ґотик-метал звучання, яке можна почути на наступному альбомі Icon .

## Список композицій
Автор музики і слів Нік Голмс та Ґреґор Макінтош.. 
| #     | Назва                                      | Тривалість |
| ----- | ------------------------------------------ | ---------- |
| 1.    | «Mortals Watch the Day»                    | 5:12       |
| 2.    | «Crying for Eternity»                      | 7:05       |
| 3.    | «Embraced»                                 | 4:29       |
| 4.    | «Daylight Torn»                            | 7:53       |
| 5.    | «Pity the Sadness»                         | 5:05       |
| 6.    | «No Forgiveness»                           | 7:37       |
| 7.    | «Your Hand in Mine»                        | 7:08       |
| 8.    | «The Word Made Flesh»                      | 4:41       |
| 9.    | «As I Die» (відсутній на вініловій версії) | 3:46       |
| 52:56 |                                            |            |

| Бонус-треки японського видання | Бонус-треки японського видання                     | Бонус-треки японського видання |
| #                              | Назва                                              | Тривалість                     |
| ------------------------------ | -------------------------------------------------- | ------------------------------ |
| 10.                            | «Rape of Virtue»                                   | 4:48                           |
| 11.                            | «Death Walks Behind You» (кавер на Atomic Rooster) | 6:30                           |
| 12.                            | «Eternal» (live)                                   | 4:29                           |
| 68:43                          |                                                    |                                |

## Особосклад
- Нік Голмс — вокал
- Метью Арчер — ударні
- Стівен Едмондсон – бас-гітара
- Аарон Еді — гітари
- Ґреґор Макінтош – гітари

### Запрошені музиканти
- Сара Мерріон — вокал
- Роберт Джон Ґодфрі – клавішні

### Виробництво
- Джордж Чин – фотографія
- Дейв Маккін – обкладинка, дизайн, ілюстрації
- Саймон Ефемі – звукорежисер, продюсер, зведення

## Чарти
| Чарти (1992)                         | Пікова позиція |
| ------------------------------------ | -------------- |
| Нідерланди Dutch Albums (MegaCharts) | 79             |